# Elliot Quow
Elliot Quow, född den 3 mars 1962, är en amerikansk före detta friidrottare som tävlade i kortdistanslöpning.
Quows främsta merit är hans silvermedalj vid VM 1983 på 200 meter bakom landsmannen Calvin Smith men före världsrekordinnehavaren Pietro Mennea.
Han vann även guld vid Panamerikanska spelen 1983 på 200 meter.

## Personliga rekord
- 200 meter - 20,16